# Eddie Bert
Eddie Bert (* jako Edward Joseph Bertolatus; 16. května 1922 Yonkers, New York, USA – 27. září 2012 Danbury, Connecticut, USA) byl americký jazzový pozounista.
V roce 1940 nastoupil do orchestru Sama Donahuea a od roku 1941 hrál s Red Norvo. Později spolupracoval s hudebníky, jako jsou Stan Kenton, Benny Goodman, Charles Mingus, Charlie Parker, Thelonious Monk, Tito Puente, Duke Ellington, Count Basie, Illinois Jacquet, Thad Jones-Mel Lewis Orchestra, Woody Herman a Charlie Barnett.
Podílel se na stovkách nahrávek pro různá hudební vydavatelství, mezi něž patří Savoy Records, Blue Note Trans-World, Jazztone Records a Discovery Records.
Zemřel v září 2012 ve svém domě v Danbury ve státě Connecticut.